# Pałac Alterlaa
Pałac Alterlaa (niem. Schloss Alterlaa lub Schloss Erlaa) – pałac w 23. dzielnicy Wiednia Liesing.
W 1244 pałac był siedzibą możnowładców. W 1765 nabył go Georg Adam von Starhemberg. W latach 1805 i 1809 stacjonowali w pałacu żołnierze Napoleona Bonaparte.
Do pałacu prowadzi ulica Gregorygasse, na której znajduje się powstała w 1783 roku i objęta ochroną Aleja Kasztanowców.